# Tricholoma fucatum
Tricholoma fucatum (Elias Magnus Fries, 1821 ex Paul Kummer, 1871) din încrengătura Basidiomycota, în familia Tricholomataceae și de genul Tricholoma este o specie de ciuperci comestibile care coabitează, fiind un simbiont micoriza, formând prin urmare micorize pe rădăcinile arborilor. O denumire populară nu este cunoscută. Buretele destul de rar trăiește în România, Basarabia și Bucovina de Nord, izolat sau în grupuri mici, pe sol calcaros, cu predilecție în păduri de conifere montane sub molizi, adesea printre afine, iar în zone mai de jos și pe lângă pini. Timpul apariției este din (iulie) august până în noiembrie.

## Taxonomie
Numele binomial a fost determinat drept Agaricus fucatus de către renumitul savant suedez Elias Magnus Fries în volumul 1 al marii sale opere Systema mycologicum din 1821, și transferat corect la genul Tricholoma sub păstrarea epitetului de micologul german Paul Kummer, de verificat în marea sa lucrare Der Führer in die Pilzkunde: Anleitung zum methodischen, leichten und sicheren Bestimmen der in Deutschland vorkommenden Pilze mit Ausnahme der Schimmel- und allzu winzigen Schleim- und Kern-Pilzchen din 1871. Acest taxon este valabil până în prezent (2020).
Denumirile Gyrophila fucata a lui Lucien Quélet din 1886 precum Tricholoma subglobisporum a lui Marcel Bon din 1976 sunt acceptate sinonim, dar nu sunt folosite. 
Numele generic este derivat din cuvintele de limba greacă veche (greacă veche τριχο=păr) și (greacă veche λῶμα=margine, tiv de ex. unei rochii), iar epitetul din adjectivul latin (latină fucosus=artificial, prea împodobit, machiat, vopsit, datorită aspectului cuticulei.

## Descriere

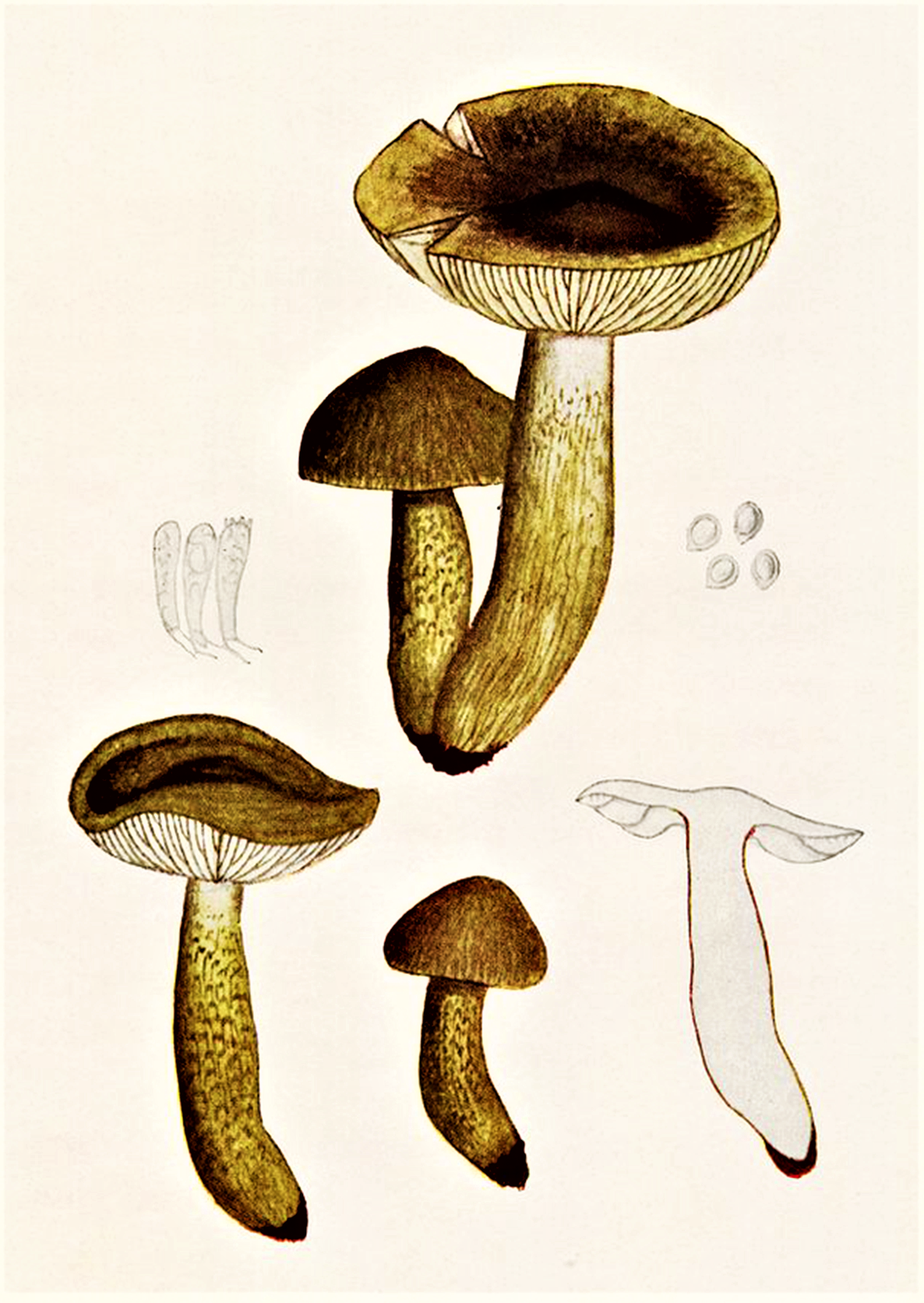
Bres.: Tricholoma fucatum

- Pălăria: are un diametru de 4-11 (15) cm, este destul de cărnoasă, inițial conică, pentru ca la maturitate să devină plată, uneori ondulată și în sfârșit adâncită în mijloc, cu marginea netedă, apoi ceva canelată, purtând un gurgui turtit, destul de mare și lat. Cuticula este mată cu un efect pâslos foarte slab și fin solzoasă în vârf, la umezeală lucioasă până unsuroasă. Se poate îndepărta ușor de pălărie. Coloritul pronunțat și variabil poate fi închis arămiu, brun-roșcat, brun-măsliniu sau chiar și verde-măsliniu, fiind spre margine mereu mai deschis ocru-brun.
- Lamelele: inițial albicioase, apoi brun-roz deschise, sunt inegale, intercalate, subțiri, destul de îndesate, uneori ondulate, mai întâi arcuite, devenind cu avansarea în vârstă bulboase și aderate bombat la picior (numit: șanț de castel). Muchiile originar netede devin cu timpul zimțate și pătate maroniu.
- Piciorul: are o înălțime de 5-10 cm și o lățime de 1-1,8 (2) cm, este solid, plin, mai mult sau mai puțin cilindric, subțiat în jos, coaja fiind albicioasă până crem deschis, presărată cu mulți solzi brun-verzui și la bază măsliniu flocoasă. Nu prezintă o zonă inelară.
- Carnea: este compactă, moale și în coajă fibroasă, coloritul fiind palid gălbui până crem murdar, în pălărie cu nuanțe gri-brune, iar sub coajă și la marginea bazei brun. Nu se decolorează în urma unei tăieri Are un miros dulcișor,  ca de făină, sau castraveți proaspeți precum un gust blând, slab făinos care însă devine amar cu avansarea în vârstă a ciupercii. [3][4]
- Caracteristici microscopice: prezintă spori aproape sfericii, gutulați, netezi, hialini (translucizi), neamilozi (nu se decolorează cu reactivi de iod), cu o picătură uleioasă mare în centru, având o mărime de 7-8 x 6-7 microni. Pulberea lor este albă. Basidiile clavate cu 4 sterigme fiecare, măsoară 25-30 x 7-9 microni.[12] Nu prezintă nici caulocistide (cistide situate la suprafața piciorului), nici pleurocistide (elemente sterile situate în himenul de pe fețele lamelor), ci doar cheilocistide (elemente sterile situate pe muchia lamelor) sub-cilindrice până slab clavate cu 30-50 x 5-12 microni, mixte cu forme lat clavate cu 20-45 (55) x 10-18 microni care sunt pigmentate galben-verzui închis. Hifele cuticulei cu o grosime de 2-5µm sunt lunguiețe, cilindrice, dispuse vertical, iar celule hifale terminale cu 22-50 × 4-9,5µm sunt clavate. Pigmentele intracelulare sunt brun-măslinii.[13]
- Reacții chimice: nu sunt cunoscute.[3][4]

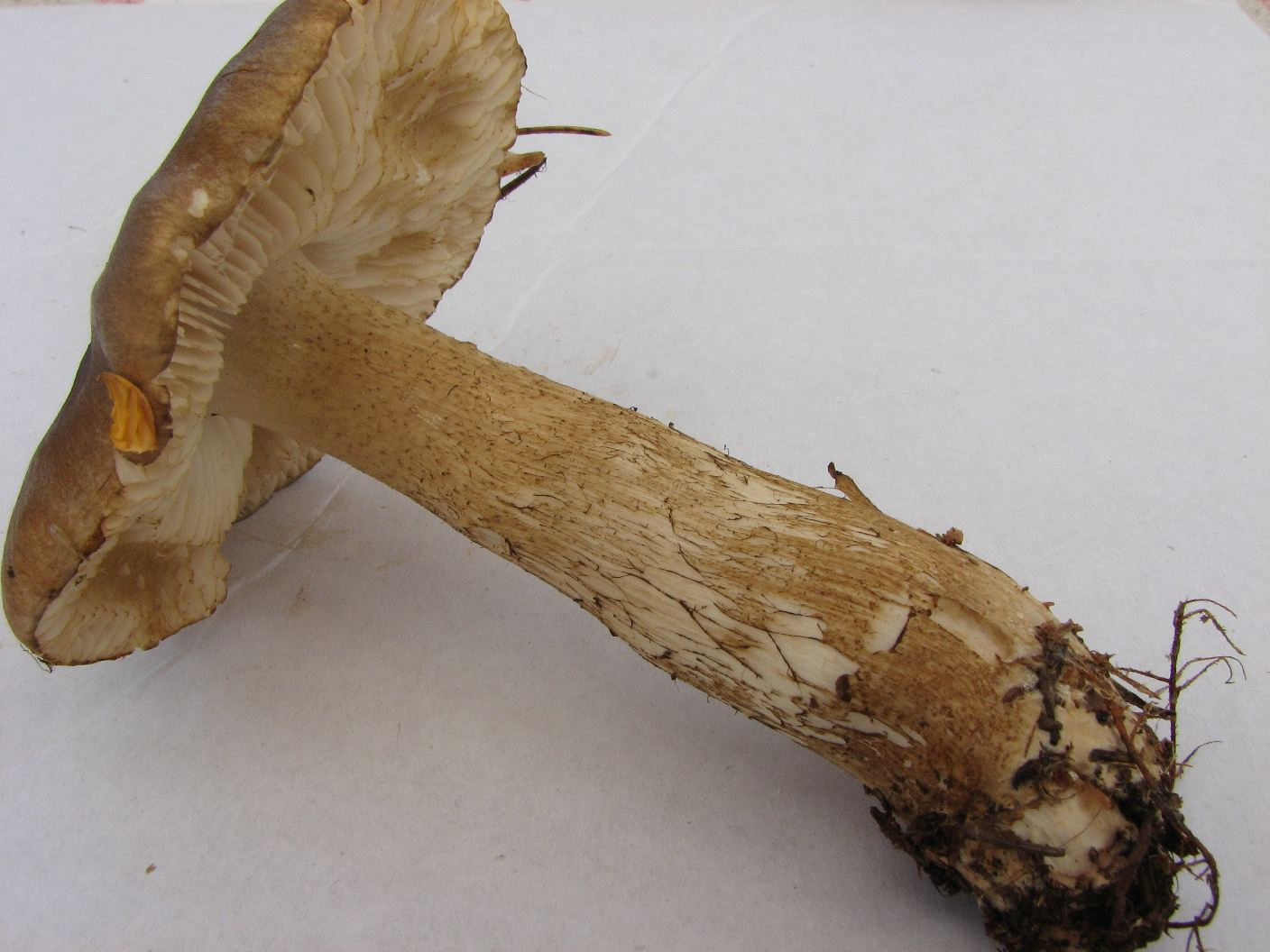
T. fucatum, lamele și picior

## Confuzii
Ciuperca poate fi confundată cu de exemplu: Tricholoma acerbum (necomestibil), Tricholoma albobrunneum sin. Tricholoma striatum (otrăvitor), Tricholoma apium (comestibil, se dezvoltă în păduri de conifere sub molizi și pini, miros de țelină sau Maggi, gust blând), Tricholoma aurantium (necomestibil), Tricholoma batschii (otrăvitor, foarte amar), Tricholoma bufonium (otrăvitor), Tricholoma focale (otrăvitor), Tricholoma fulvum (necomestibil, pălărie brun-gălbuie până brun roșiatică, lamele pal gălbuie care devin la bătrânețe ruginii, miros de făină, gust amărui-făinos), Tricholoma imbricatum (comestibil, dar de calitate inferioară, trăiește în păduri de conifere preferat sub pini, suprafață maronie, solzos-fibroasă, cu miros imperceptibil, și gust blând până amar), Tricholoma pessundatum (otrăvitor), Tricholoma populinum (comestibil), Tricholoma portentosum (comestibil, savuros), se dezvoltă preponderent sub molizi și pini, respectiv sub plopi tremurători și mesteceni, miros de pepeni, castraveți, ușor de faină și gust blând, ceva făinos, după mestecare ca de pepene sau de stridie), Tricholoma psammopus (necomestibil),  Tricholoma saponaceum (necomestibil), Tricholoma stans (necomestibil), Tricholoma ustale (slab otrăvitor), Tricholoma ustaloides (necomestibil, se dezvoltă în păduri de conifere pe lângă pini pe sol nisipos, cuticulă destul de vâscoasă, cu zonă inelară, miros făinos, gust destul de amar), Tricholoma vaccinum (necomestibil, ingerat în cantități mai mari toxic, se dezvoltă  în același habitat ca specia descrisă, miros făinos-pământos, gust făinos, amărui și slab iute), dar chiar și cu necomestibila Megacollybia platyphylla sau cu letalul Paxillus involutus.

## Specii asemănătoare în imagini

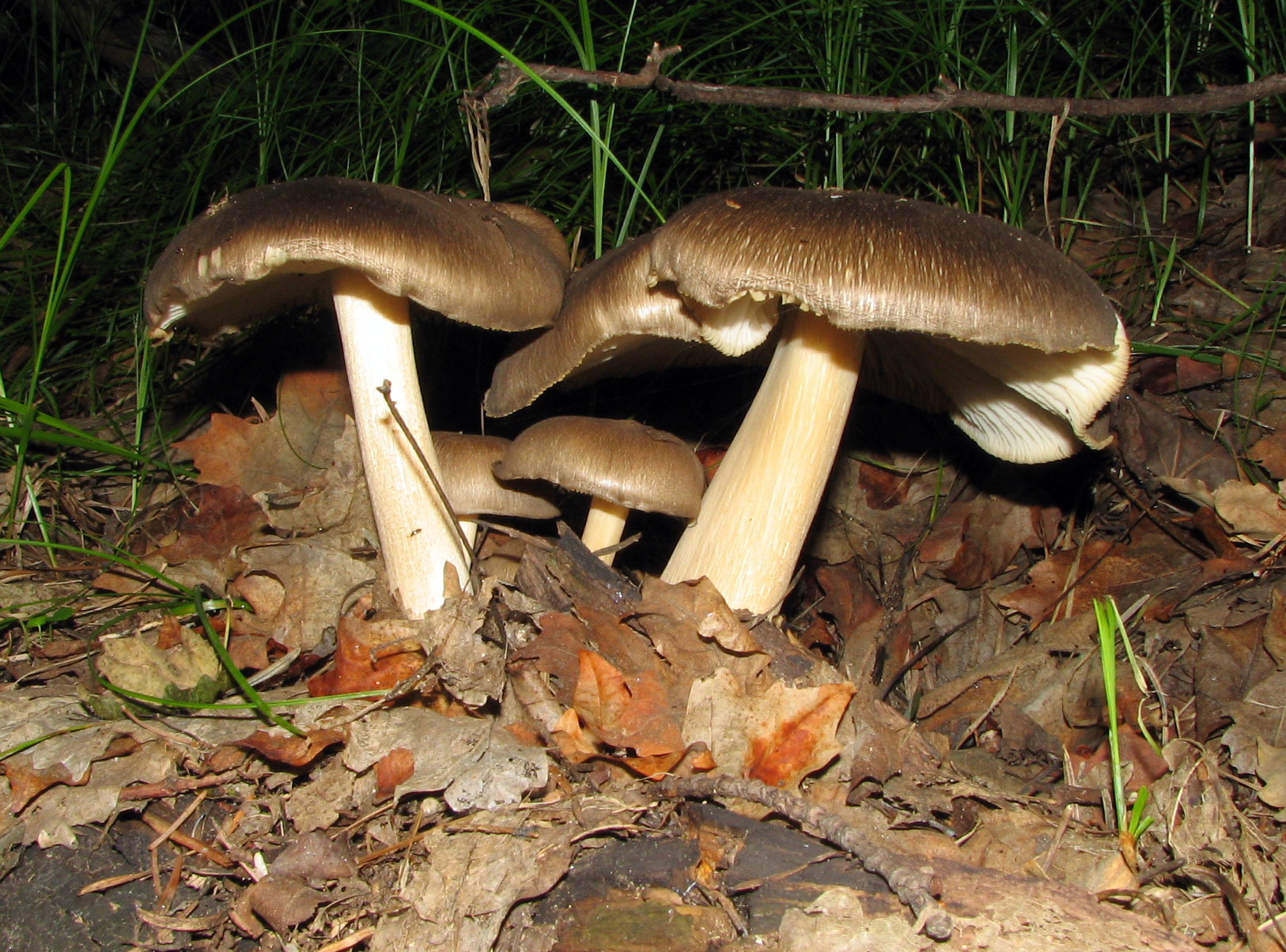
!Megacollybia platyphylla!
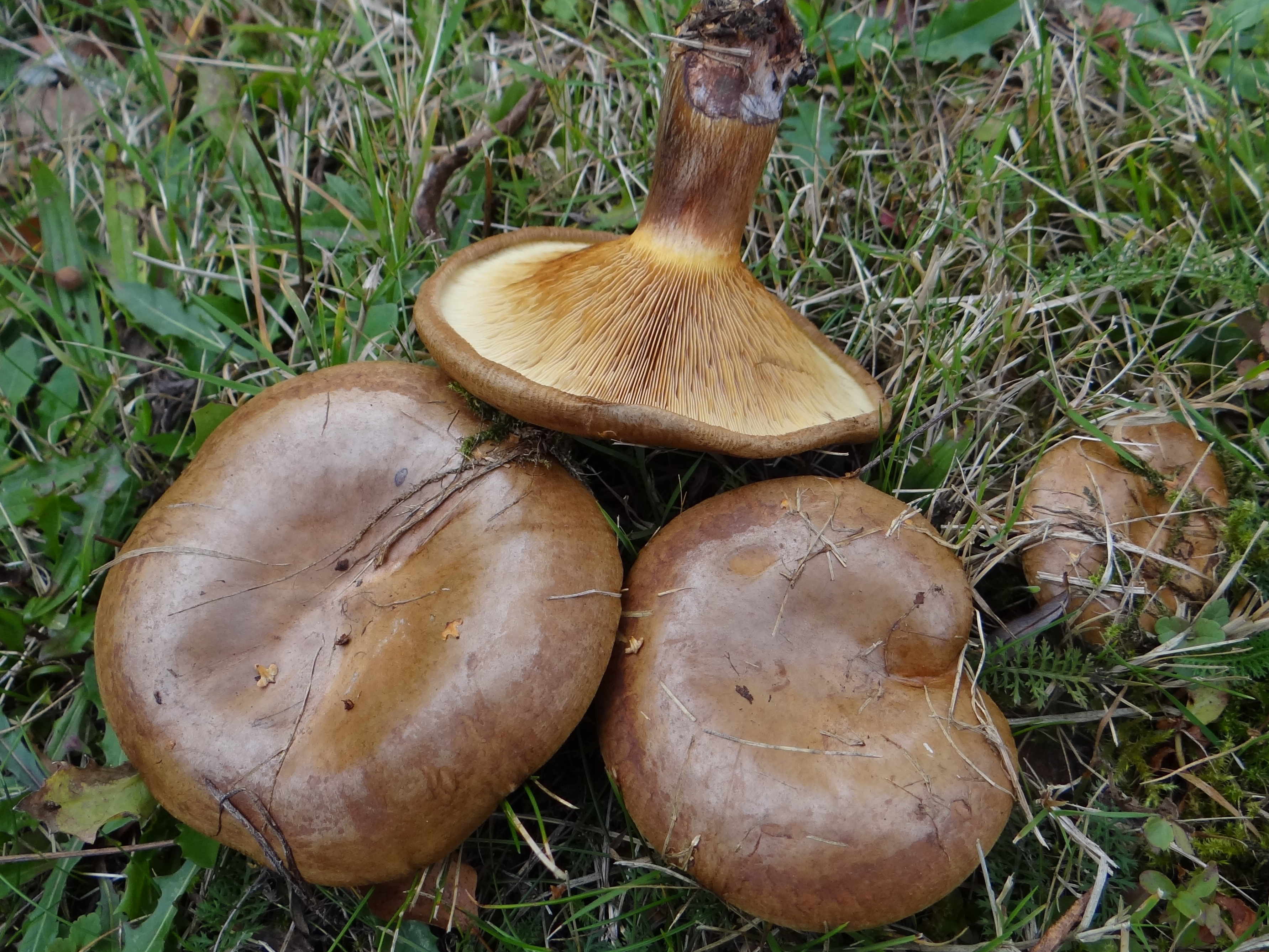
!!!Paxillus-involutus!!!
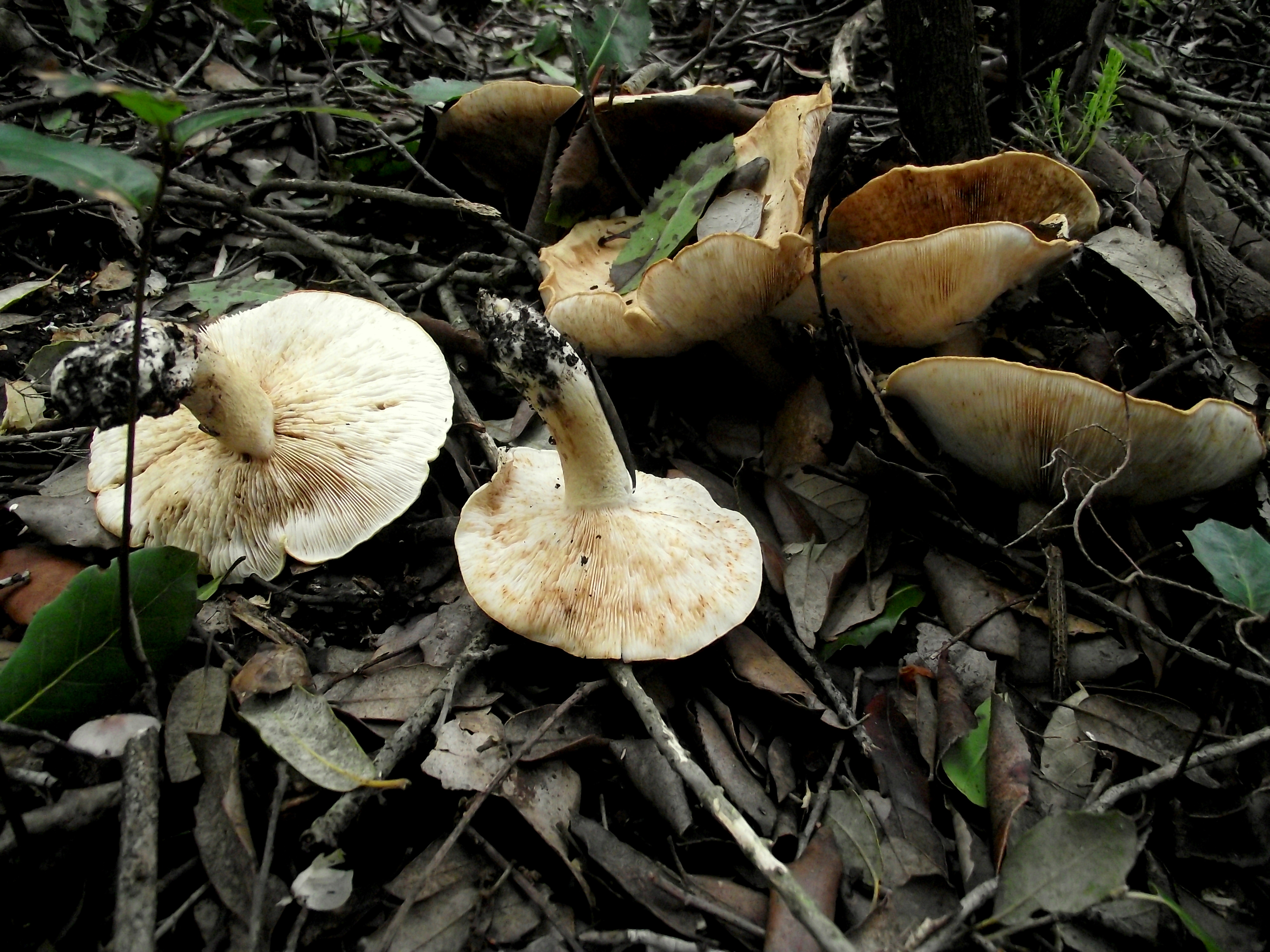
!Tricholoma acerbum!
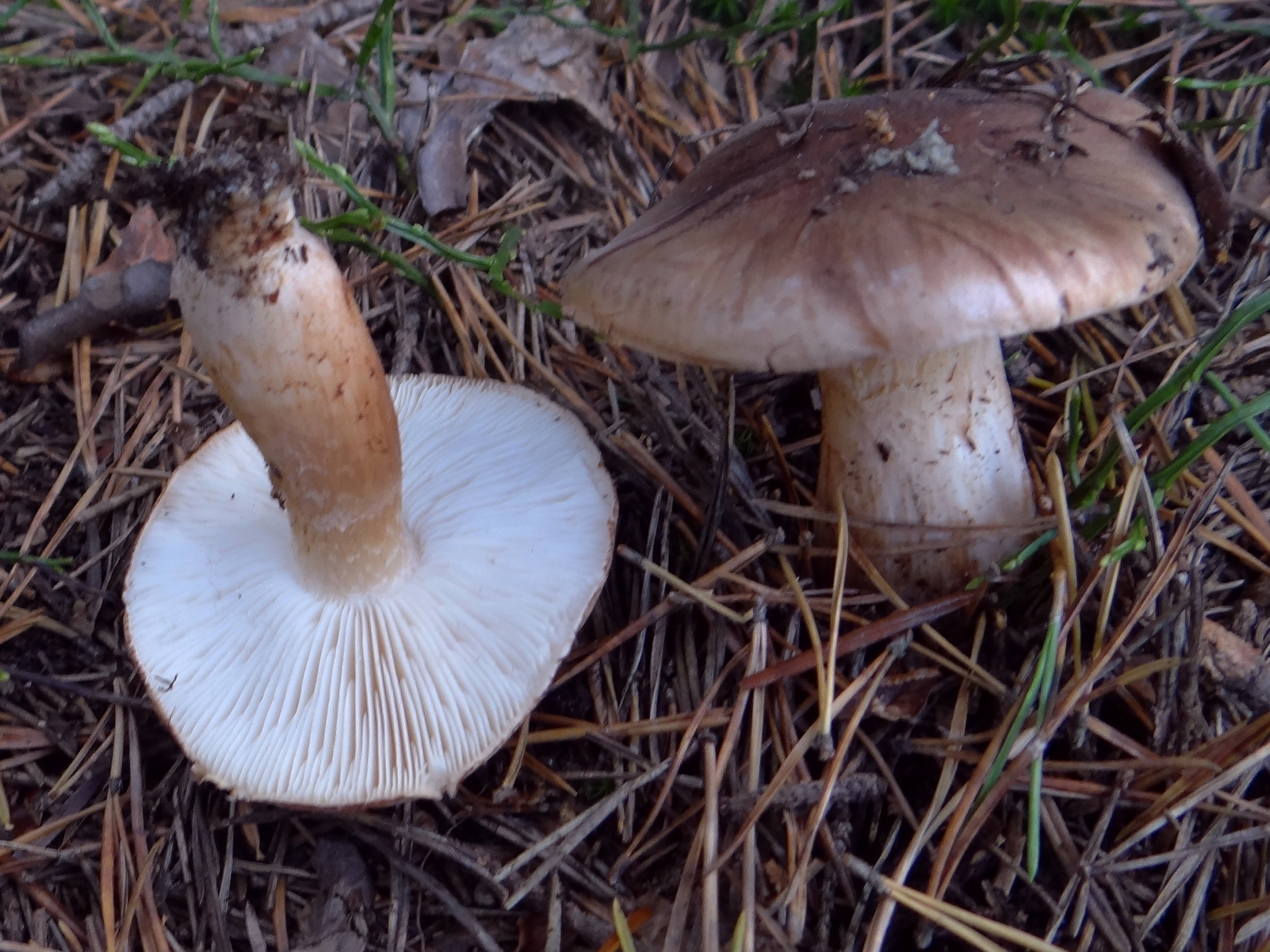
!!Tricholoma albobrunneum sin. Tricholoma striatum!!
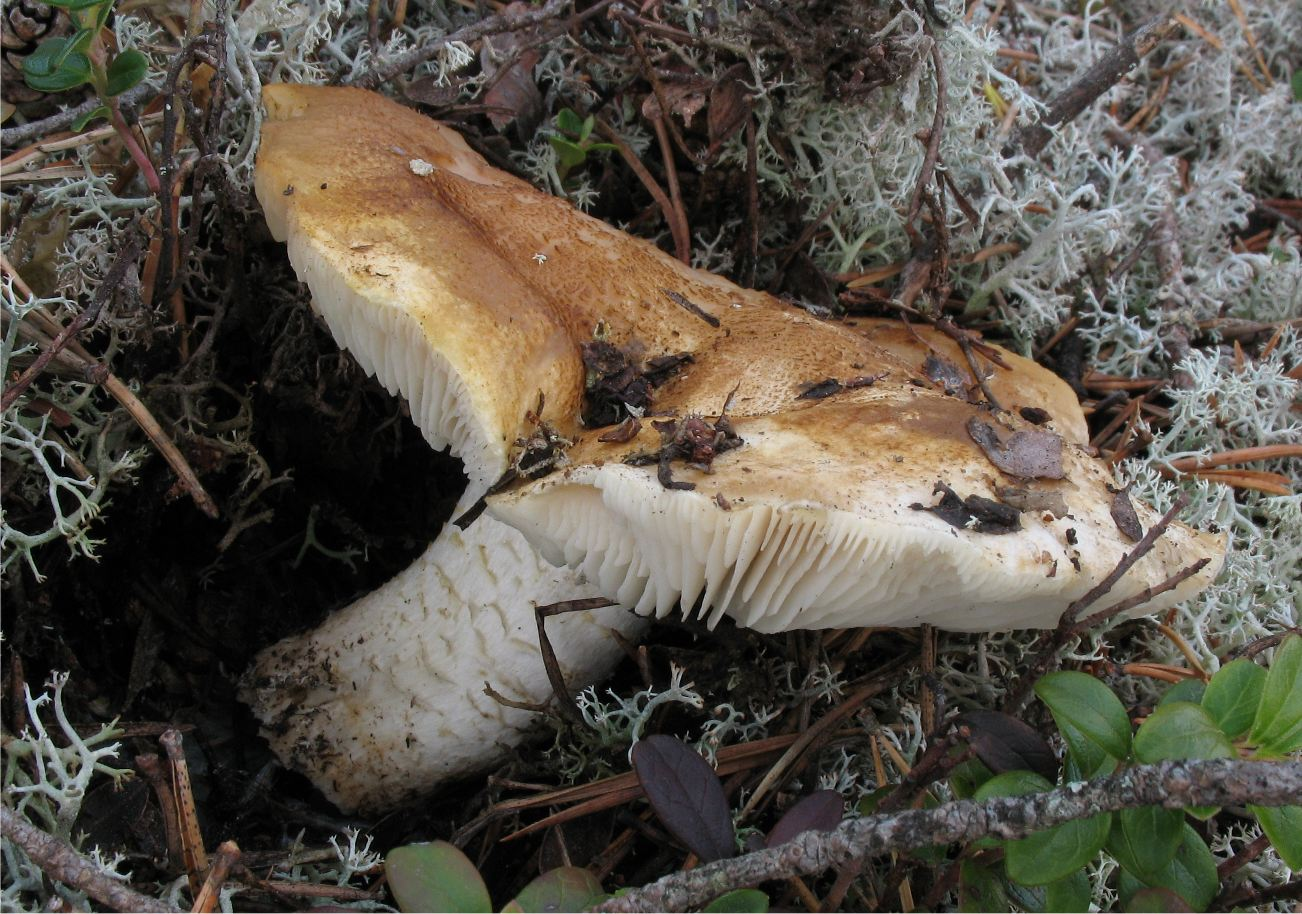
Tricholoma apium
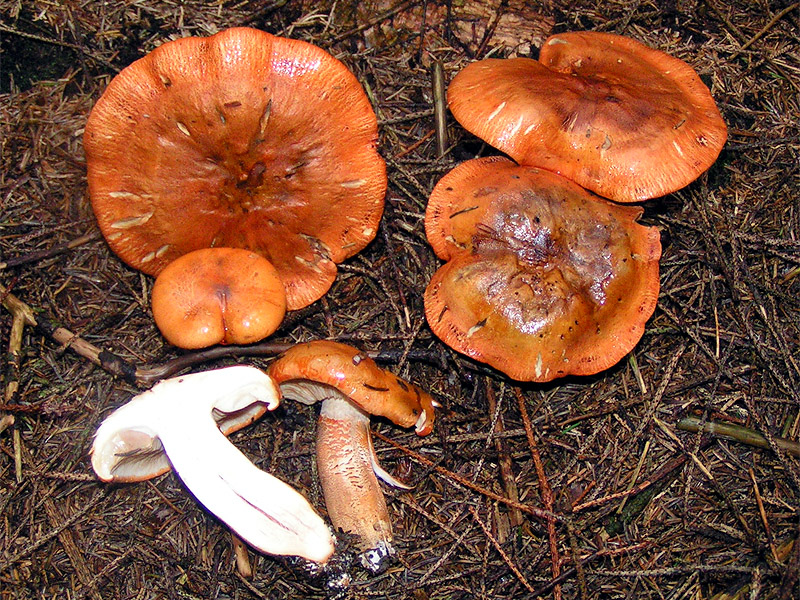
!Tricholoma aurantium!
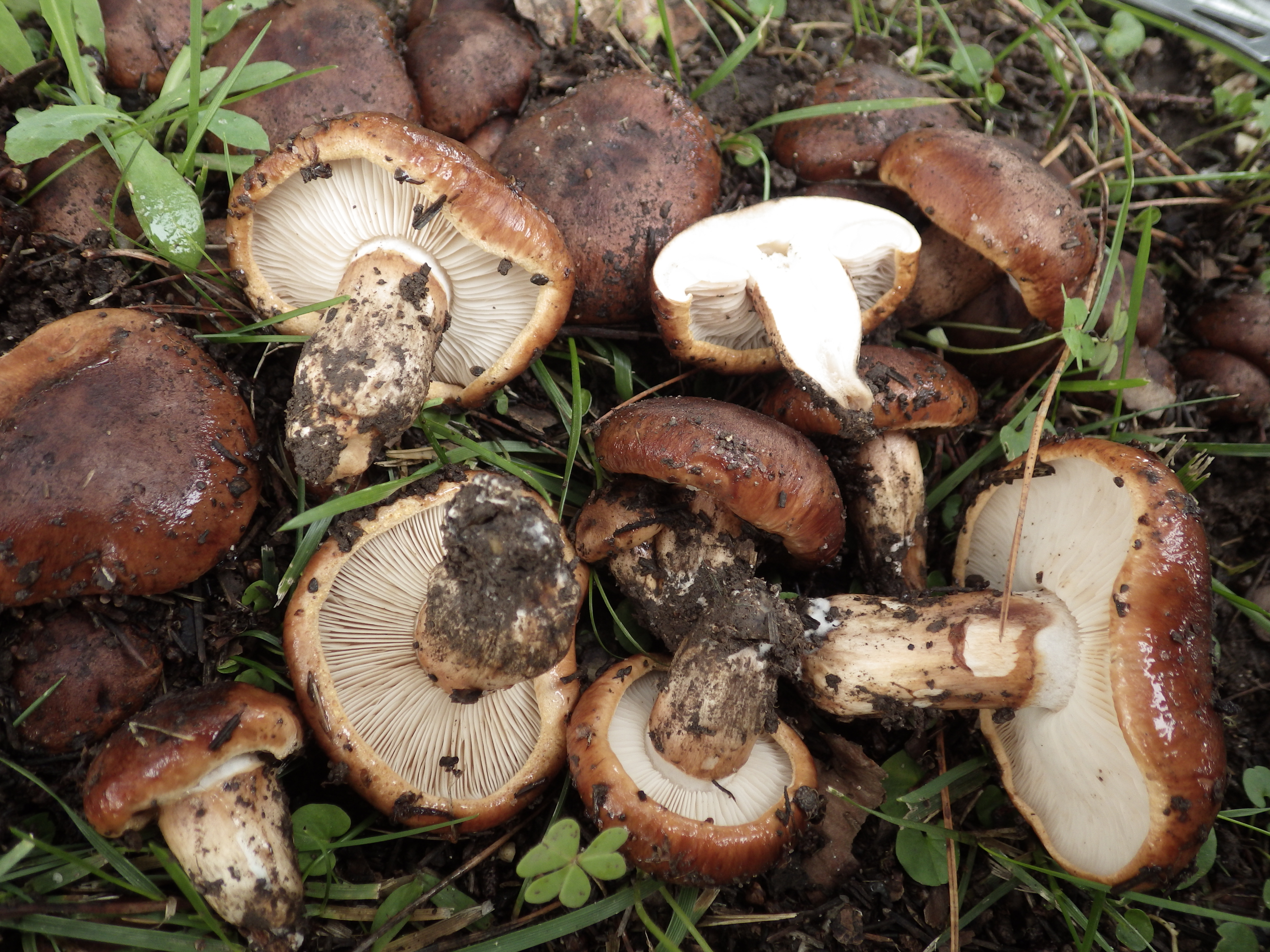
!!Tricholoma batschii!!
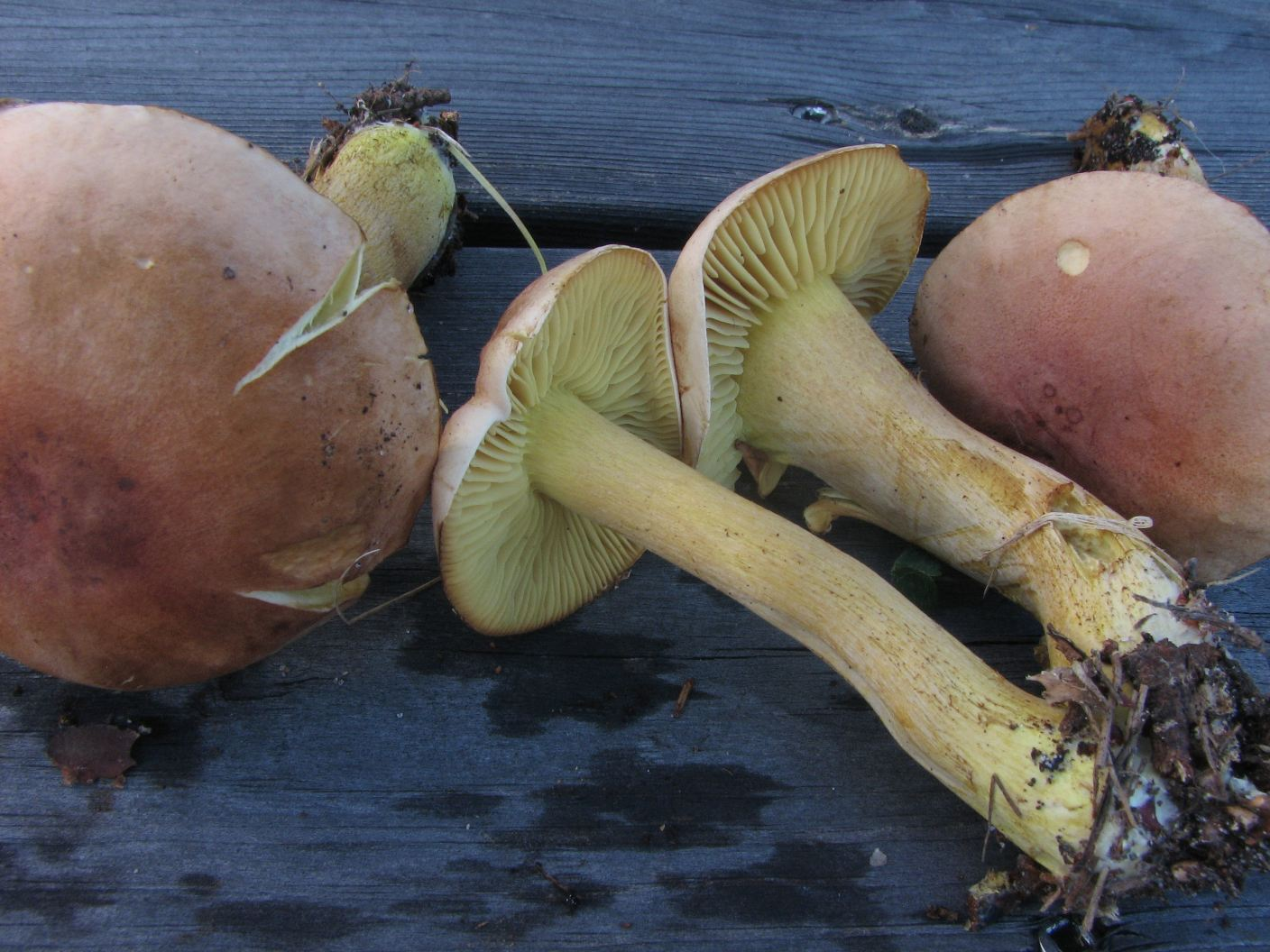
!!Tricholoma bufonium!!
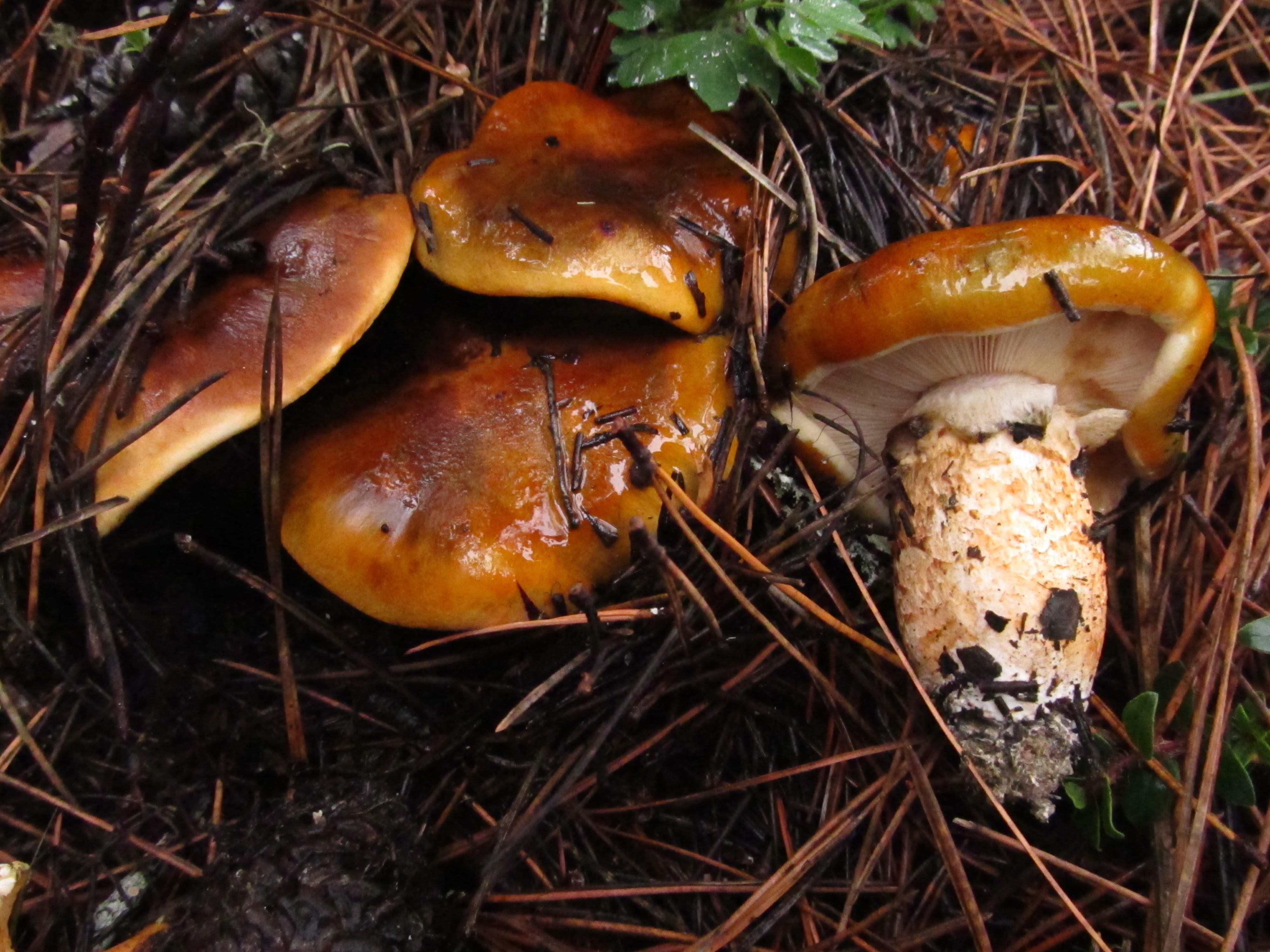
!!Tricholoma focale!!
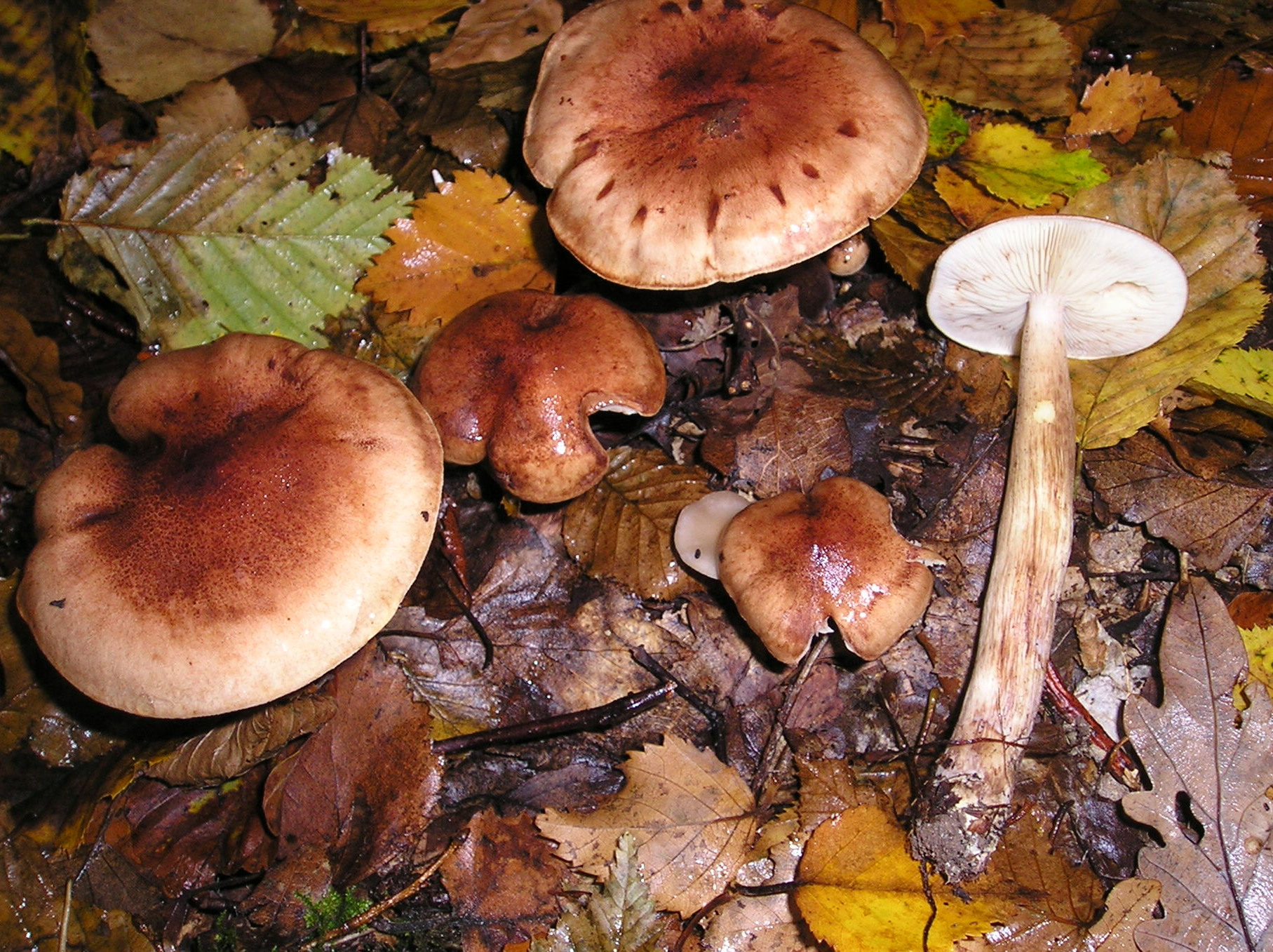
!Tricholoma fulvum!

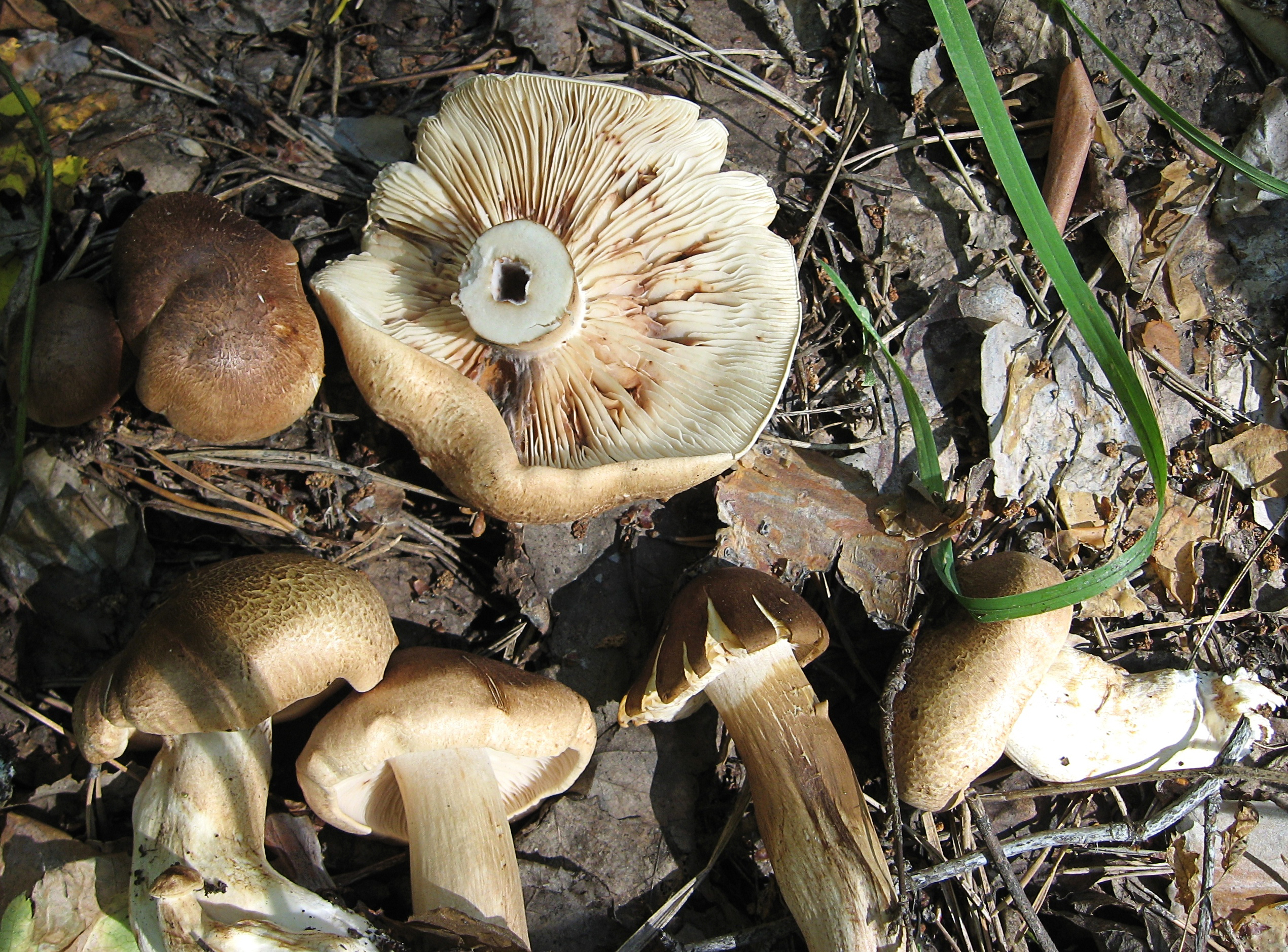
Tricholoma imbricatum
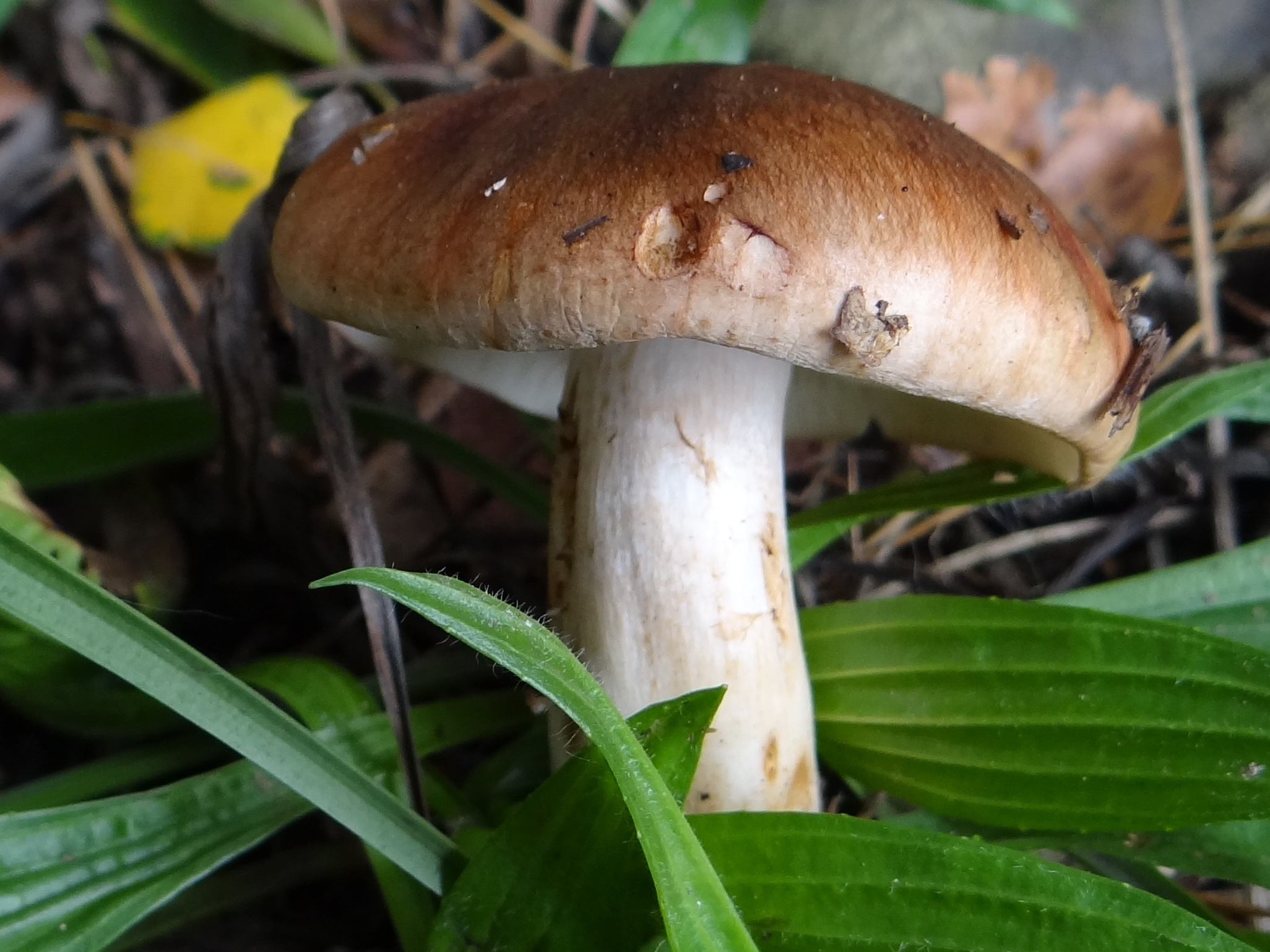
!!Tricholoma pessundatum!!
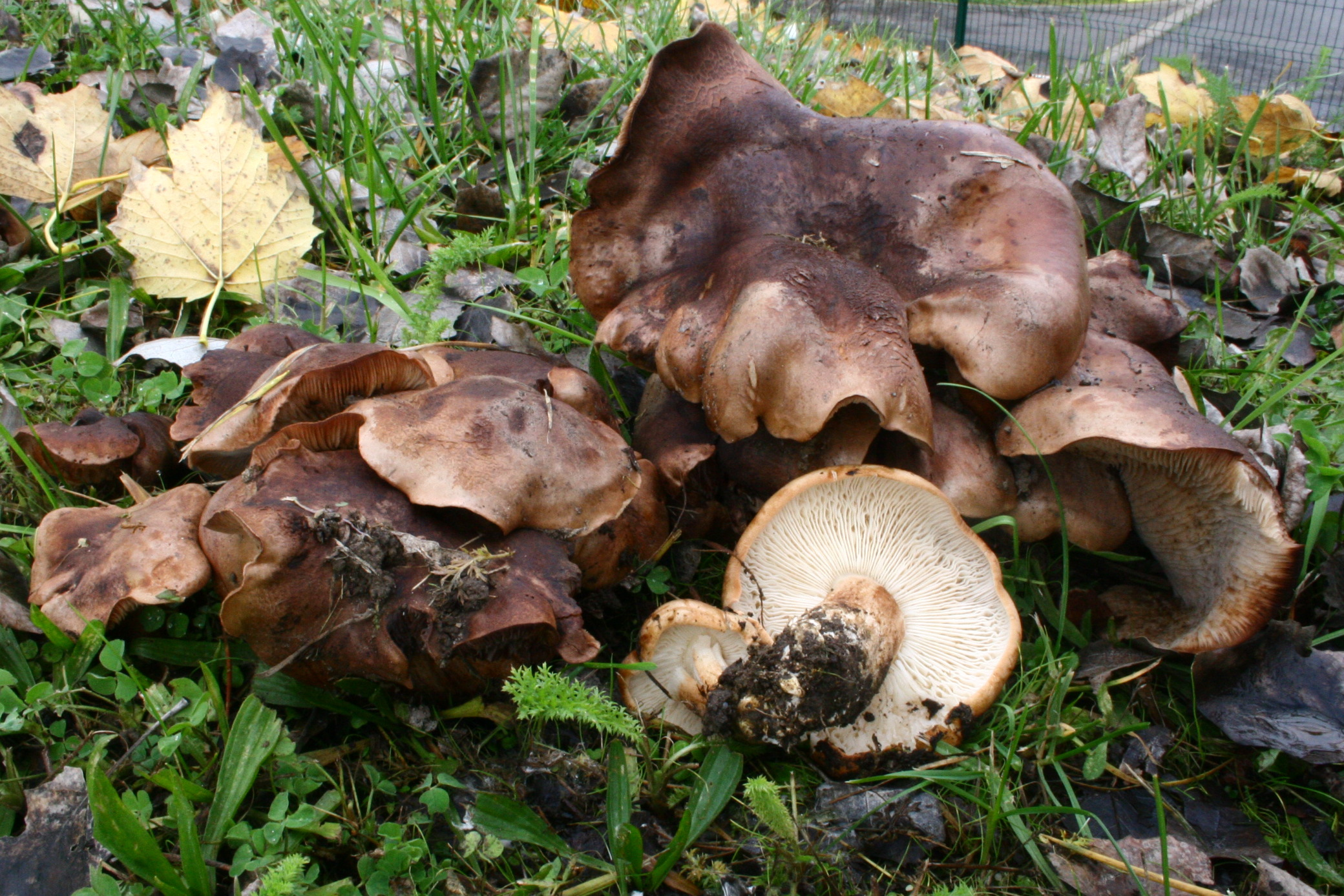
Tricholoma populinum
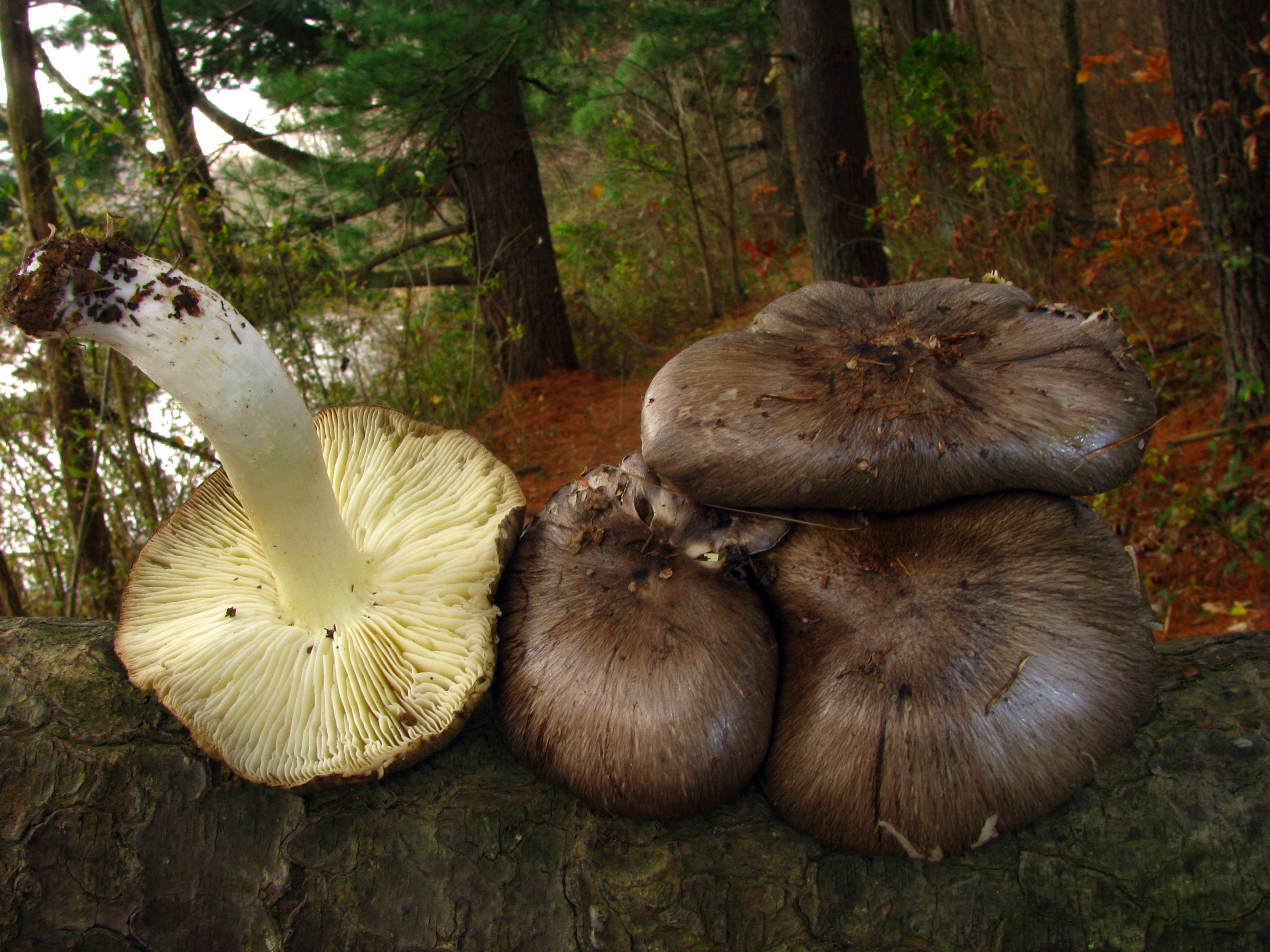
Tricholoma portentosum
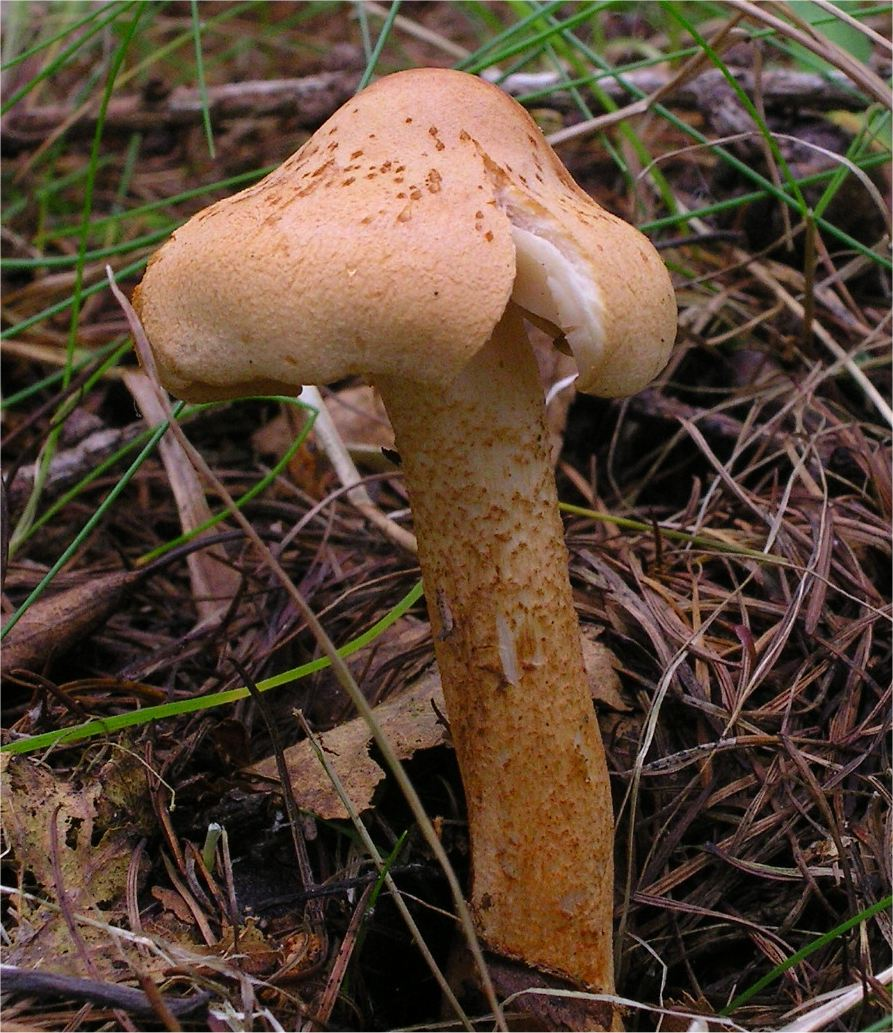
!Tricholoma psammopus!
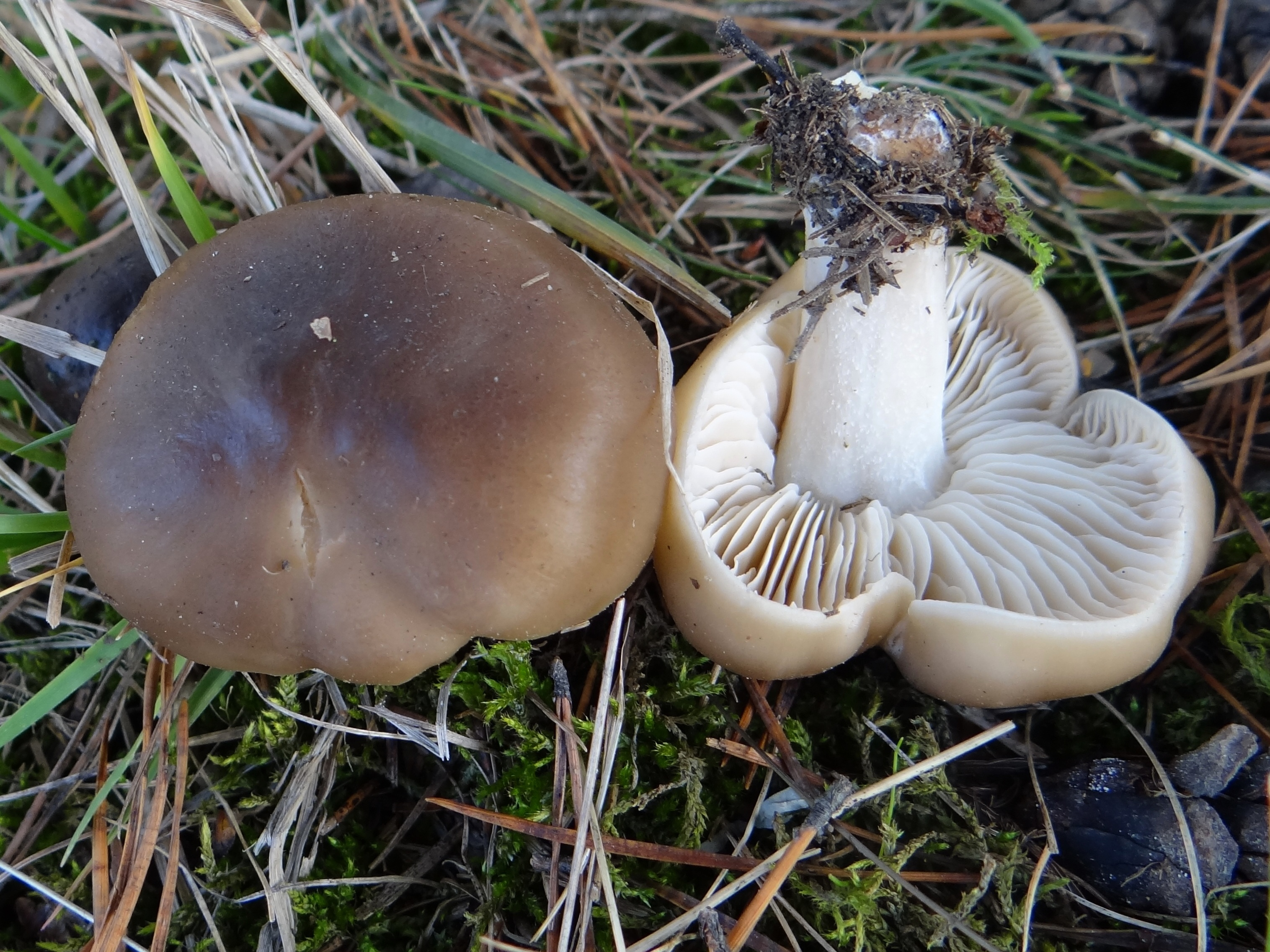
!Tricholoma saponaceum!
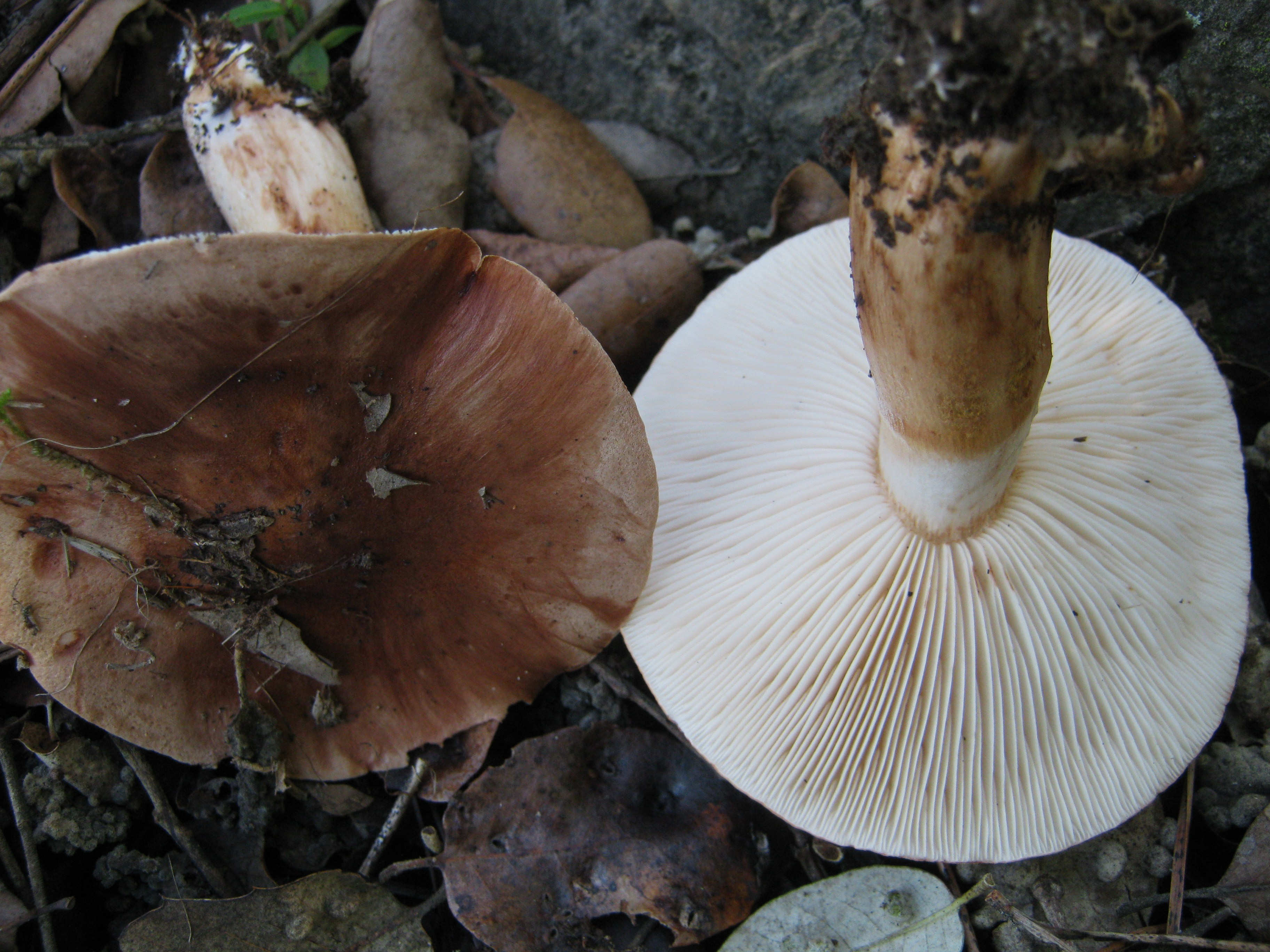
!Tricholoma stans!
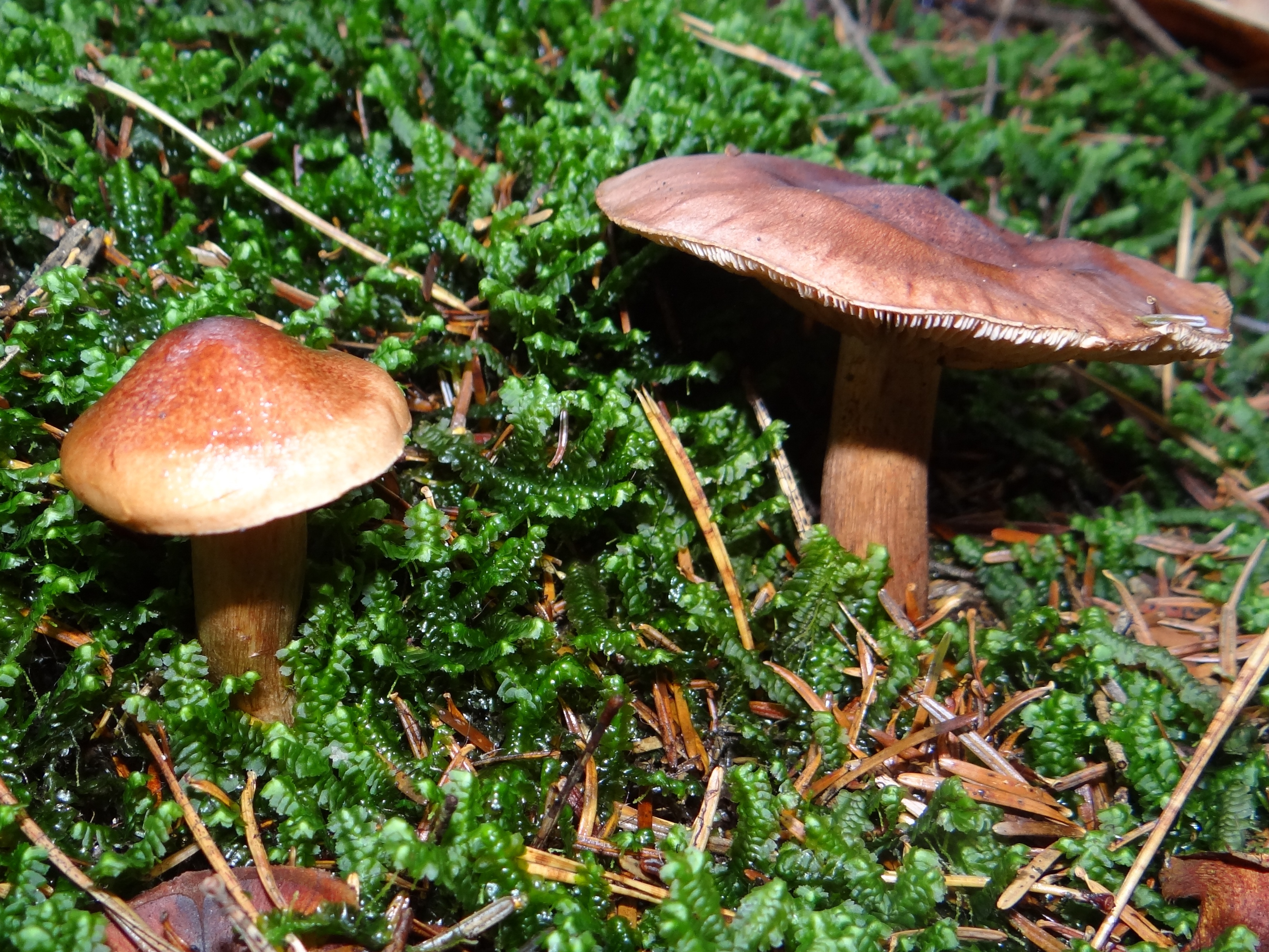
!!Tricholoma ustale!!
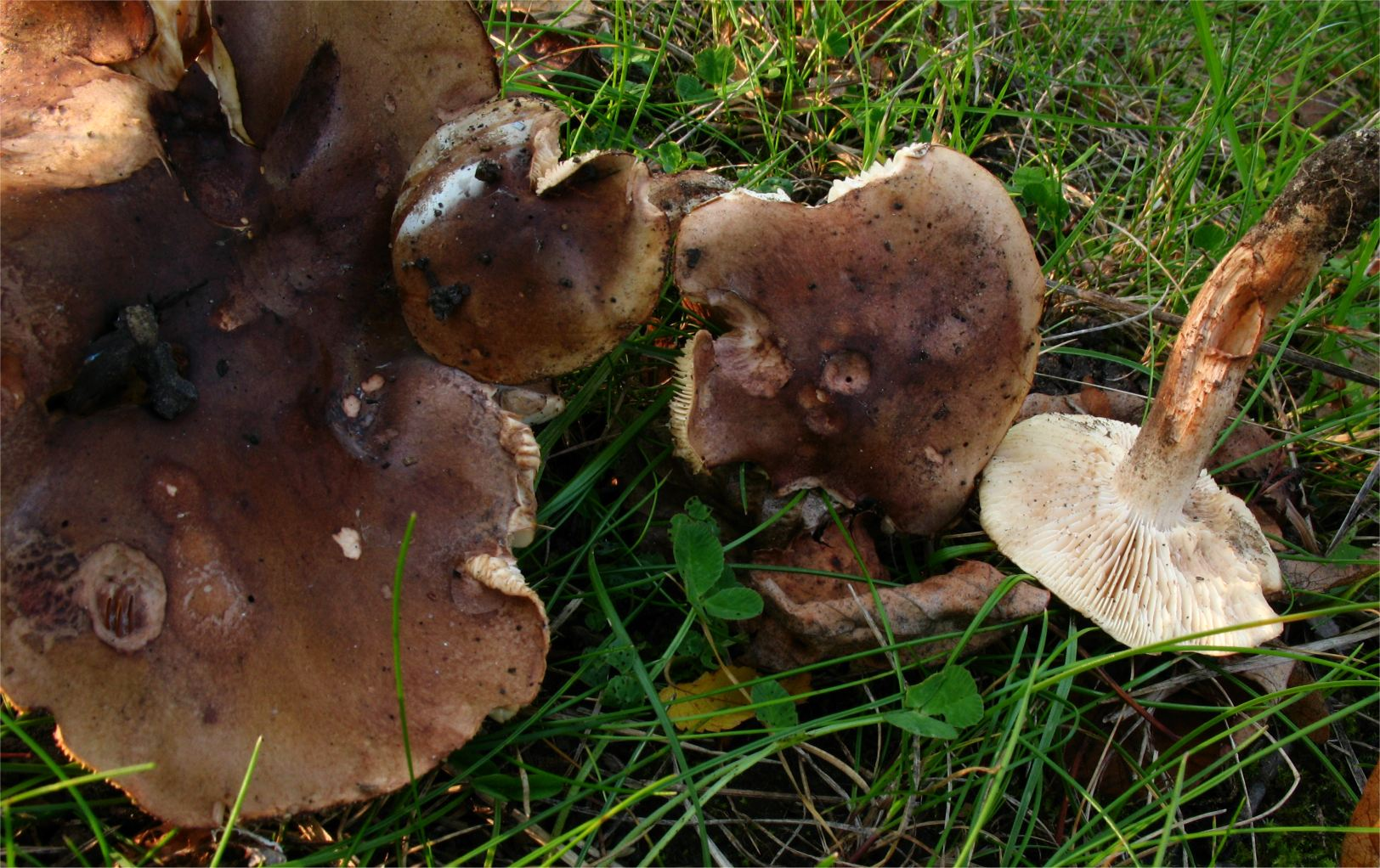
!Tricholoma ustaloides!
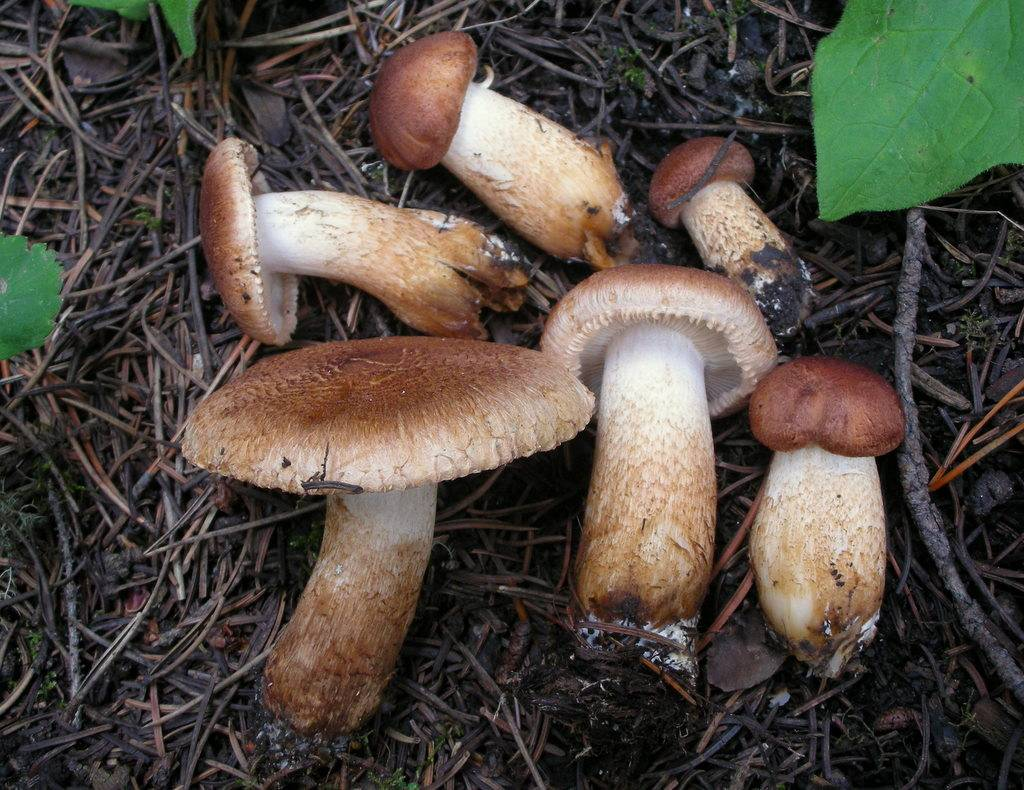
!Tricholoma vaccinum!

## Valorificare
Deși adesea descrisă drept necomestibilă, ciuperca poate fi ingerată fără probleme (coaja piciorului trebuie îndepărtată), fiind însă de valoare culinară scăzută. Intoxicații cu exemplare ale buretelui nu sunt cunoscute.
| Nu mâncați niciodată bureți de genul Tricholoma iuți și/sau amari (nici după însilozare) pentru că provoacă aproape mereu tulburări gastrointestinale, parțial foarte severe. |